# Lois de Gossen
Les lois de Gossen, du nom de l'économiste allemand Hermann Heinrich Gossen (1810 - 1858), sont trois lois ostensibles de l'économie,,, :
1. la loi de prolongation ou principe de l'utilité marginale décroissante ;
2. la loi de répétition ou principe de l'égalisation des utilités marginales pondérées ;
3. la loi de la rareté.

## Première loi de Gossen
Lorsqu'un plaisir quelconque se poursuit sans interruption, son intensité - après s'être au début élevée - décroit et finit par devenir nulle. Comme Gossen évalue le besoin en plaisir, cette première loi est aussi désignée comme étant celle de « l'intensité décroissante des besoins » ou loi de « satiabilité des besoins ». Gossen dit encore que la forme et l'inclinaison de la courbe de décroissance d'un besoin varie selon les individus et - pour un même individu - d'un besoin à l'autre, selon la variation de leur intensité sous l'influence de satisfactions successives,,.
En considérant une utilité additive directe à {\displaystyle k} arguments telle que :
{\displaystyle U}={\displaystyle a_{1}}{\displaystyle ln(x_{1})} + {\displaystyle a_{2}}{\displaystyle ln(x_{2})} + {\displaystyle ...} + {\displaystyle a_{k}}{\displaystyle ln(x_{k})}
D'après la première loi de Gossen,

{\displaystyle \forall } {\displaystyle i=1,2,...,k} :
{\displaystyle \ U_{x_{i}}'=\partial U/\partial x_{i}=a_{i}/x_{i}>0}
{\displaystyle \ U_{x_{i}}''=\partial U_{x_{i}}'/\partial x_{i}=-a_{i}/x_{i}^{2}<0}
Par la suite, deux économistes autrichiens ont reformulé cette loi :
1. Friedrich von Wieser substitue à l'analyse du plaisir, l'analyse du désir d'emploi de diverses unités d'un bien ;
2. Hans Mayer introduit la dimension temporelle dans le plan de consommation d'un individu et se démarque d'une étude des besoins de type hédoniste. Pour lui, le sujet ne hiérarchise pas ses besoins par ordre d'apparition mais par ordre d'importance. Et un besoin d'intensité égale qui se manifeste de manière périodique doit être considéré comme ayant une valeur identique pour chaque période du plan de consommation. Ainsi est établie la notion de périodicité des besoins dans le temps.

## Deuxième loi de Gossen
Lorsqu'une sensation agréable se répète, le degré d'intensité du plaisir et sa durée diminuent à chaque répétition. Intensité et durée décroissent d'autant plus vite que les répétitions se succèdent rapidement. Ces constatations rejoignent les approches de type marginaliste : pour celles-ci, le consommateur s'efforce d'employer toute unité de monnaie supplémentaire en vue de maintenir le même niveau de satisfaction. (En termes marginalistes : l'utilité marginale, divisée par le prix marginal, doit être maximale ou au moins identique pour tous les biens achetés et ce, en tenant compte de la contrainte budgétaire.)
Ainsi, si l'un des biens achetés génère moins de satisfaction marginale, alors le consommateur doit renoncer à tout nouvel achat de ce bien, pour consacrer ses unités monétaires disponibles à l'achat d'autres biens, et ainsi obtenir plus ou au moins autant de satisfaction.
Mathématiquement, en situation d'équilibre, un agent rationnel alloue ses dépenses de sorte que le rapport Utilité marginale/prix (coût marginal d'acquisition) soit égal pour tous les biens et services.
Considérons un agent économique qui consomme plusieurs biens tel que ses préférences peuvent être représentées par une fonction d'utilité, notée {\displaystyle U}, lorsque {\displaystyle x_{k}}, sont les quantités consommées de {\displaystyle k} biens {\displaystyle i=1,2,...,i,j...,k} :
{\displaystyle U:{\begin{array}{lcl}\mathbb {R} ^{+}\times \mathbb {R} ^{+}&\rightarrow &\mathbb {R} ^{+}\\(x_{1},...,x_{k})&\mapsto &U(x_{1},...,x_{k})\end{array}}}
Connaissant les utilités marginales pour les biens génériques {\displaystyle i} et {\displaystyle j} : 
{\displaystyle \ U_{x_{i}}'=\partial U/\partial x_{i}}
{\displaystyle \ U_{x_{j}}'=\partial U/\partial x_{j}}
La deuxième loi de Gossen établit que :
{\displaystyle {\frac {\partial U/\partial x_{i}}{p_{i}}}={\frac {\partial U/\partial x_{j}}{p_{j}}}\,\forall \left(i,j\right)}
où :
{\displaystyle p_{i}} est le prix du {\displaystyle i}-ème bien ou service et {\displaystyle p_{j}}, celui du {\displaystyle j}-ème bien ou service.

## Troisième loi de Gossen
Postulat : les biens économiques sont rares. Ainsi, la rareté transparait comme une condition préalable à la valeur économique. Elle se définit généralement comme un écart entre les besoins et les ressources disponibles en quantités limitées ou non renouvelables.